# Erica muscosa
Erica muscosa là một loài thực vật có hoa trong họ Thạch nam. Loài này được (Aiton) E.G.H.Oliv. mô tả khoa học đầu tiên năm 2000.